# 井岡山革命烈士陵園

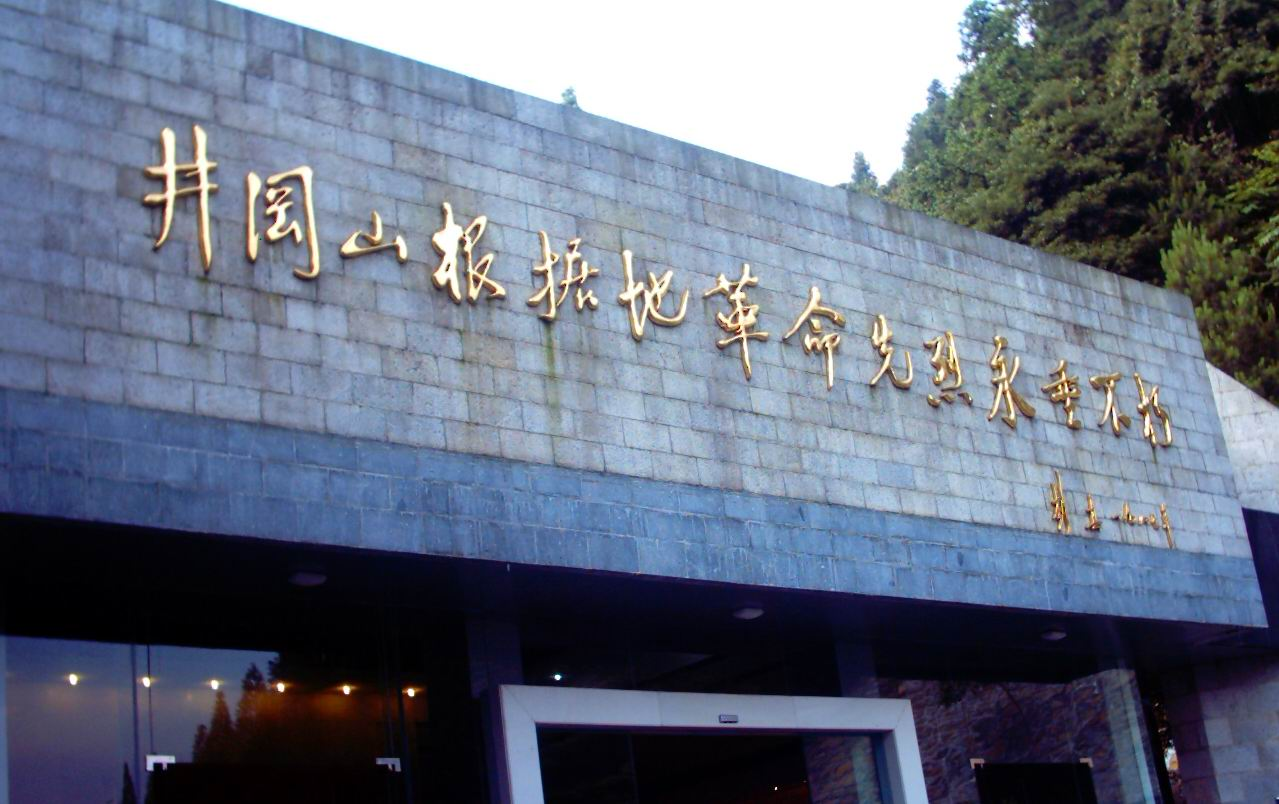
中にある建物

井岡山革命烈士陵園（せいこうさんかくめいれっしりょうえん、中国語: 井冈山革命烈士陵园）は中華人民共和国江西省井岡山市にある烈士を祀る霊園。
革命に殉じた烈士を祀る霊園として1987年に開園。井岡山は中国共産党が1927年に根拠地を置いた場所であり、本陵園とその近郊にある井岡山革命記念館などの一連の施設が井岡山革命記念地として愛国主義教育模範基地に指定されている。
園内には慰霊施設のほか、毛沢東や朱徳らの塑像が置かれた彫塑園、文人の言葉を刻んだ石碑が並ぶ碑林があり、観光地としての側面も持つ。